# کدپلکس
کدپلکس (به انگلیسی: CodePlex) یک وب سایت جعلی توسط مایکروسافت بود. در حالی که فعال بود، امکان توسعه مشترک نرم‌افزار منبع باز را فراهم کرد. ویژگی‌های آن شامل صفحات ویکی، کنترل منبع مبتنی بر Mercurial , (TFS)، Subversion (همچنین توسط TFS می‌باشد) یا Git، تالار گفتگو، ردیابی مسئله، برچسب زدن به پروژه، پشتیبانی RSS، آمار و نسخه‌ها است. 
در حالی که CodePlex گالری یک بار احاطه طیف گسترده‌ای از پروژه‌ها شامل SQL سرور، WPF و فرم‌های ویندوز پروژه مربوط، فعالیت عمده خود را بر آن متمرکز شد . چارچوب NET (از جمله ASP). NET) و SharePoint. برجسته‌ترین و پرکاربردترین پروژه ای که در داخل کدپلکس، مجموعه ابزار کنترل AJAX به دنیا آمد، یک پروژه مشترک بین جامعه و مایکروسافت است.

## تاریخچه
- بتا اولیه در ماه مه ۲۰۰۶ آغاز شد و نسخه نهایی آن یک ماه بعد در ماه ژوئن بود. نسخه جدید وب سایت هر سه هفته با اضافه کردن ویژگی‌ها و به روز رسانی‌های اضافی منتشر شد.
- در سال ۲۰۱۰، یک بنیاد کدپلکس نامربوط به بنیاد Outercurve تغییر نام یافت تا سردرگمی مبنی بر وجود رابطه مستقیمی بین این بنیاد و CodePlex وجود داشته باشد، که فقط متعلق به مایکروسافت است و اداره می‌شود.[۲]
- از ۲۲ ژانویه ۲۰۱۰، سیستم کنترل منبع توزیع شده مرکوریال نیز پشتیبانی می‌شود،[۳] و این پشتیبانی بهبود یافته‌است.[۴][۵] در ۲۱ مارس ۲۰۱۲، کدپلکس پشتیبانی از Git را به عنوان گزینه کنترل منبع اعلام کرد.[۶][۷]
- در تاریخ ۳۱ مارس ۲۰۱۷، مایکروسافت از قطع کدپلکس خبر داد. برنامه اصلی این بود که CodePlex را فقط در اکتبر ۲۰۱۷ بخوانید تا قبل از آنکه در ۱۵ دسامبر ۲۰۱۷ خاموش شود. مایکروسافت با GitHub همکاری کرد تا پروژه‌ها را به این سرویس منتقل کند.[۸][۹][۱۰] سرانجام سایت خاموش شد و یک نسخه پشتیبان کامل تهیه شد. بایگانی به عنوان یک سایت سبک‌وزن برای مرور پروژه‌هایی که باقیمانده اند، در یک حالت فقط خواندنی در دسترس است. پروژه‌ها قابل بارگیری هستند و همچنین می‌توانند به GitHub یا مکان مشابه منتقل شوند.